# Гастингс, Фрэнсис, 16-й граф Хантингдон
Фрэнсис Джон Кларенс Ветенра Плантагенет Гастингс, известный так же как Джек Хантингдон (англ. Francis John Clarence Westenra Plantagenet Hastings; 30 января 1901 — 24 августа 1990) — британский аристократ, 16-й граф Хантингдон с 1939 года. Художник, глава общества художников-фрескистов в 1951—1958 годах.

## Биография
Фрэнсис Гастингс был сыном Уорнера Гастингса, 15-го графа Хантингдона, и Мод Уилсон. Родился в 1901 году, учился в Итонском колледже, в Оксфорде и в школе искусств. Стал учеником Диего Риверы и серьёзно занялся живописью. Выставки картин Гастингса проходили в Лондоне, Париже, Чикаго и Сан-Франциско. Он был профессором Камберуэллского колледжа искусств и Центральной школы искусств и ремесел в Лондоне, в 1951—1958 годах возглавлял Общество художников-фрескистов. В 1939 году, после смерти отца, занял место в Палате лордов, где примкнул к лейбористам. В 1945—1950 годах был парламентским секретарём Министерства сельского хозяйства и рыболовства.
Граф был дважды женат. Его первой женой стала в 1925 году Мария Кристина Касати Стампа ди Сончино, дочь маркиза Камилло Касати Стампа ди Сончино и Луизы Амман. В этом браке родилась дочь Моореа (1928—2011), жена Вудрова Уайатта, барона Уайатта, и Бринсли Блэка. В 1943 году граф развёлся, а в 1944 женился во второй раз — на Маргарет Лейн, дочери Генри Лейна. Во втором браке родились ещё две дочери:
- Селина (1945), писательница, осталась незамужней[1][4];
- Кэролайн (1946), жена Чарльза Шеклтона[1][5].

Поскольку сыновей у Фрэнсиса не было, графский титул после его смерти перешёл к двоюродному племяннику по мужской линии — Уильяму Гастингсу-Бассу.